# Drugeth I. Vilmos
Drugeth  Vilmos (Drugeth I. Vilmos; – 1342. szeptember) frank származású magyarosodott főnemes, Drugeth I. János legidősebb fia, 1333–42 között Magyarország nádora és ezzel a kunok bírája.

## Tevékenysége

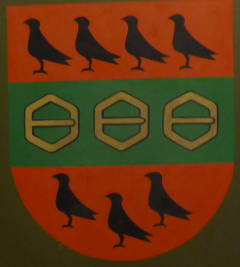
Drugeth családi címer

Apja, Drugeth I. János ugyancsak az ország nádora volt. 1333-ban szülőföldjére, Nápolyba utazott, és erre az időre Vilmos helyettesítette. 1334 elején apja meghalt, és Károly Róbert immár formálisan is Vilmost nevezte ki e legfőbb tisztségbe.
Eddigre már jelentős közigazgatási tapasztalatokat szerzett, mint több vármegye ispánja:
- Abaúj (1327–1342),
- Szepes (1327–1342),
- Sáros (1329–1341),
- Ung (1333–1342),
- Zemplén (1333–1342)[1]

Emellett tapasztalt katonának is számított, mivel Károly Róbert megbízására több hadjáratot is  vezetett Lengyelországba, I. (Lokietek)Ulászló király támogatására a Német Lovagrend ellen:
- 1330-ban (amíg a király Havasalföldre vezetett hadat) az északi területek bandériumaival Sziléziába vonult, hogy segítsen a lengyeleknek a Német Lovagrend ellen. Ekkor nem kellett beavatkoznia a harcokba. Hazaútján értesült arról, hogy Beszterce vidékét tatárok dúlják; ekkor Erdélynek fordította a sereget, és szétverte a fosztogatókat.
- 1332-ben ismét Lengyelországba vezetett csapatokat, és részt vett a radzievoji csatában,amelyben a lengyelek fényes győzelmet arattak a lovagrend csapatai fölött. Ezután a lengyel fősereget kísérve délnek fordult, és több várat visszafoglaltak a Sziléziát megszállva tartó csehektől.[2]

Már nádorként rövidebb időre két további vármegyében is ő lett az ispán:
- Heves (1339),
- Borsod (1342) — MÉL.

Korának kiemelkedő személyisége volt.
1335-ben ő szervezte meg a visegrádi hármas királytalálkozót.
Tovább gyarapította a család vagyonát. Szolgálatai jutalmául egyebek közt Szokoly várát kapta a királytól.  Nedec (Dunajec) várát ő építtette, és megszerezte Szaláncot is.
1342-bern hivatalairól önként lemondott, és „magányba vonult” (Nagy Iván), majd még azon év második felében elhunyt.

## Családja
Egy ősei szülőföldjéről, Nápolyból származó nemes hölgyet vett feleségül; őt csak a Folyk Mária magyarosított névalakkal ismerjük.
Gyermektelenül halt meg. Hatalmas vagyonának sorsáról előrelátóan már 1330-ban rendelkezett, és végakarata végrehajtójának a királyt jelölte meg. A vagyon nagyobbik részét özvegye örökölte, a kisebbik rész pedig két öccse között osztotta meg:
- Drugeth I. Miklós (a későbbi országbíró) kapott 8 várat a hozzájuk tartozó birtokokkal és lett a család gereni ágának alapítója,
- Drugeth II. János pedig a pontosabban meg nem nevezett (Nagy Iván) többit.

Rendelkezései ellenére halála után Nagy Lajos az átörökíteni szándékozott vagyon nagyobbik részét elkobozta.